# Immeuble au 7, place de la Cathédrale à Colmar
L'immeuble au 7, place de la Cathédrale est un monument historique situé à Colmar, dans le département français du Haut-Rhin.

## Localisation
L'édifice est situé au 7, place de la Cathédrale à Colmar.

## Historique
Le portail au nord est daté de 1669, la porte ouest de 1673.
À noter que la radiation en 1952 de l'arrêté de 1929 a entraîné la démolition de la partie la plus ancienne et la plus intéressante, le corps de bâtiment en pan de bois avec le pigeonnier, daté de 1532, 1592 et 1669.
Les façades et les toitures sur cour, à l'exception des constructions du XXe siècle, font l'objet d'une inscription au titre des monuments historiques depuis le 15 octobre 1992.

## Architecture
De nombreuses portes et fenêtres de l'édifice porte la marque de la Renaissance, très attardée en Alsace.